# Gare de Salköveskút-Vassurány
La gare de Salköveskút-Vassurány (en hongrois : Salköveskút-Vassurány vasútállomás) est une halte ferroviaire hongroise, située à Salköveskút.